# Solus Christus

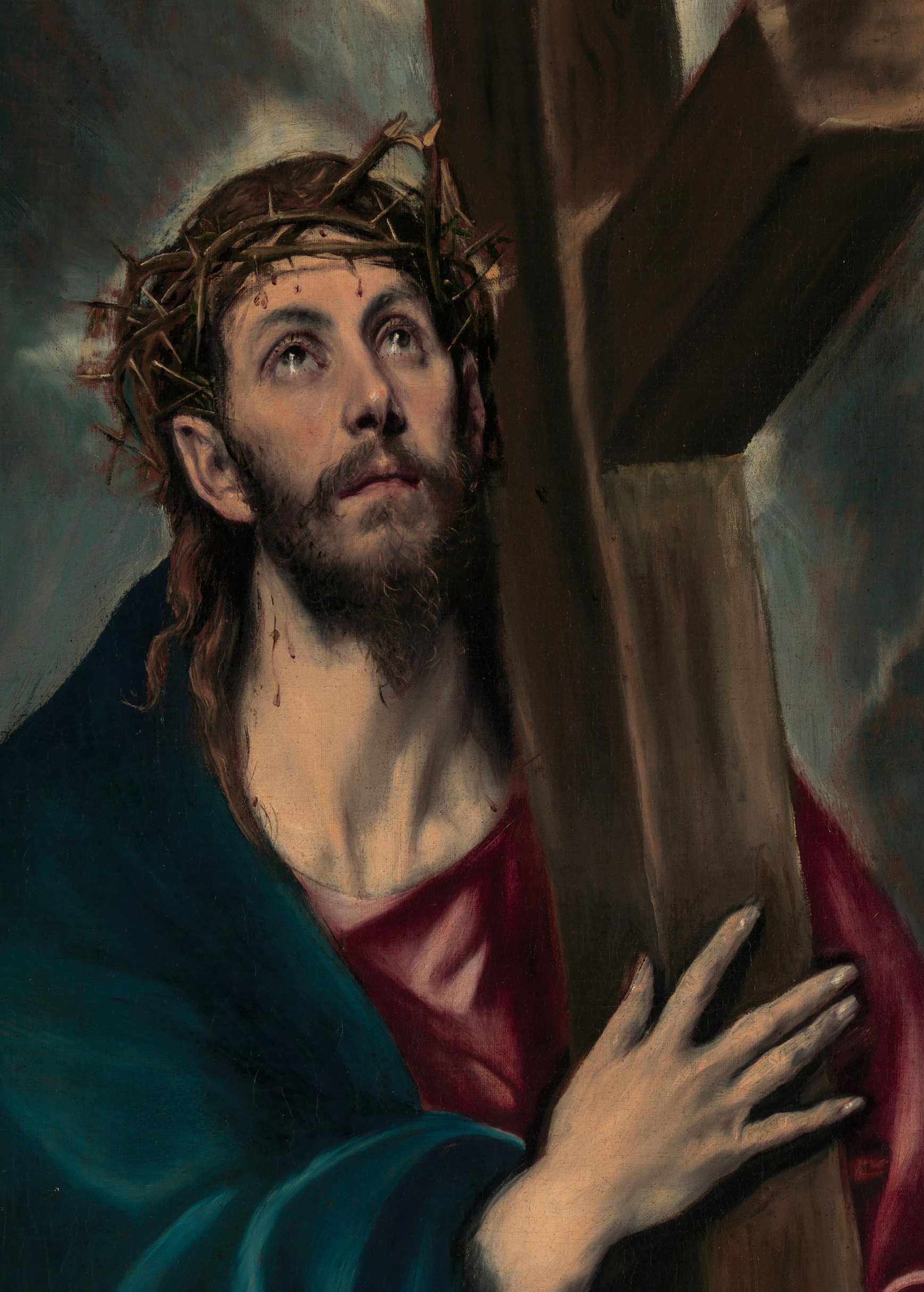
Kristova oběť je podle teze Solus Christus jediným zdrojem spásy (El Greco: Kristus nesoucí kříž)

Solus Christus (latinsky pouze Kristus, někdy také solo Christo – pouze skrze Krista) je jedna z pěti tezí Martina Luthera (sola scriptura, sola fide, sola gratia, solus Christus, soli Deo gloria), které tvoří myšlenkový základ protestantismu. Podle této nauky je Ježíš Kristus jediným původcem spásy, jediným prostředníkem mezi Bohem a člověkem.

## Charakteristika
Doktrína míří především proti katolickému a pravoslavnému chápání Panny Marie jako Prostřednice (Mediatrix) milosti a svatých jako přímluvců, jejichž zásluhy tvoří poklad církve – jediným původcem ospravedlnění je Kristus, který podal jedinou a definitivní oběť, zásluhy a přímluvy jakýchkoli jiných lidí, žijících i zemřelých, jsou proto z hlediska ospravedlnění zbytečné. 
Další význam této teze je v tom, že protestantismus považuje za jedinou skutečnou hlavu církve Krista a odmítá, že by mohl být zastupován papežem, knězem nebo jinou osobou. 

## Biblické základy tohoto učení
- Ježíš mu odpověděl: „Já jsem ta cesta, pravda i život. Nikdo nepřichází k Otci než skrze mne.“ – J 14, 6 (Kral, ČEP)
- V nikom jiném není spásy; není pod nebem jiného jména, zjeveného lidem, jímž bychom mohli být spaseni. – Sk 4, 12 (Kral, ČEP)
- Buďme pravdiví v lásce, ať ve všem dorůstáme v Krista. On je hlava, z něho roste celé tělo, pevně spojené klouby navzájem se podpírajícími, a buduje se v lásce podle toho, jak je každé části dáno. – Ef 4, 15–16 (Kral, ČEP)
- Je totiž jeden Bůh a jeden prostředník mezi Bohem a lidmi, člověk Kristus Ježíš. – 1Tm 2, 5 (Kral, ČEP)

(Všechny citáty podle českého ekumenického překladu.)